# Prandtl-rör
För Prandtl-rörs användning i vätske-sammanhang, se Pitot-piezometerrör

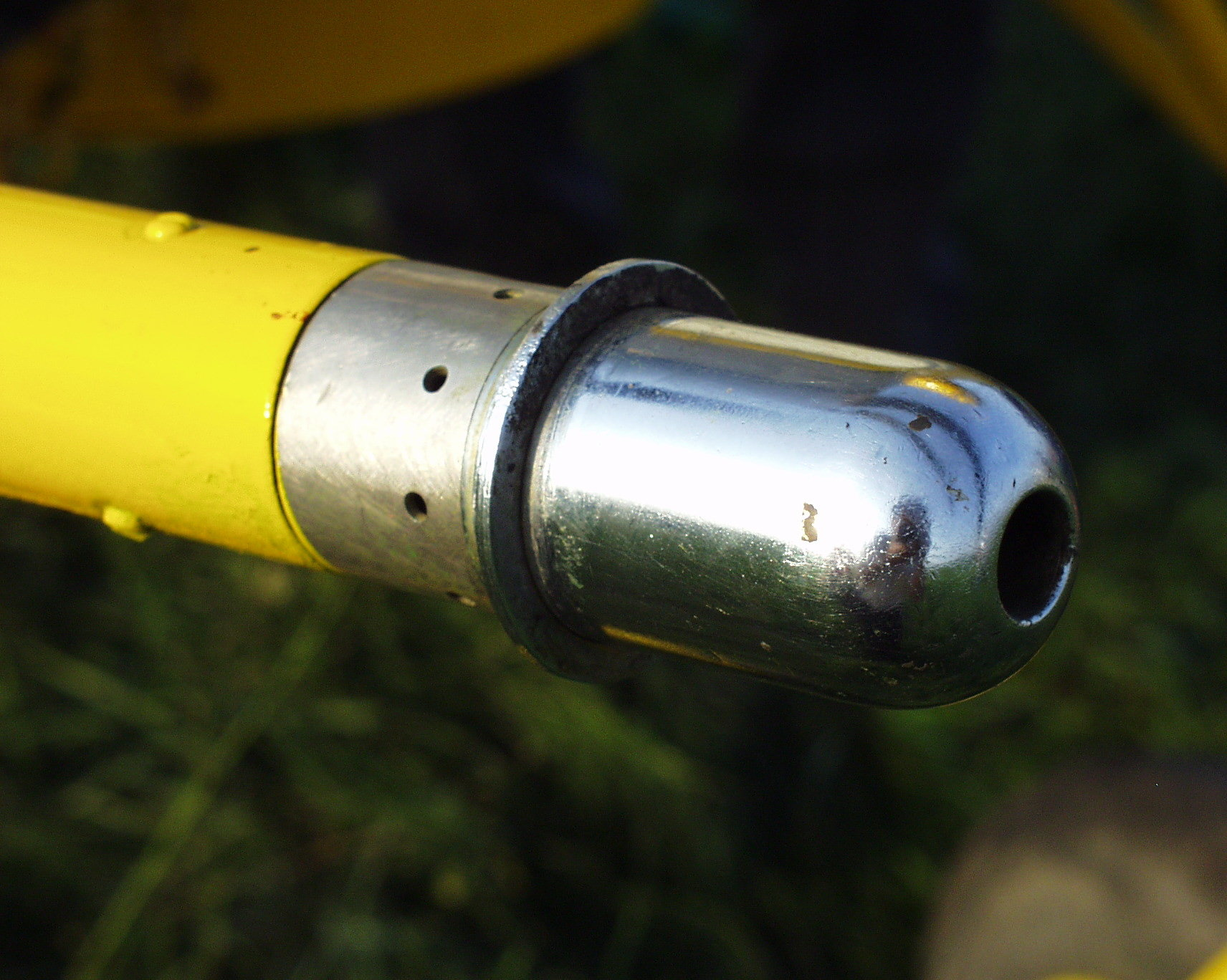
Prandtl-rör på en Kamov Ka-26 helikopter.

Prandtl-rör är en hastighetsmätare som mäter skillnaden mellan det totala och statiska trycket i ett strömmande medium,alltså det dynamiska trycket. Det dynamiska trycket är trycket i flödet, medan det statiska trycket är trycket om det inte finns någon strömning. Används till flödesmätning. Prandtl-rör förväxlas ofta med pitot-rör, som är konstruerat för att mäta enbart det totala trycket.
Genom Bernoullis ekvation beräknas flödeshastigheten:
{\displaystyle v={\sqrt {\dfrac {2\cdot \Delta P}{\rho }}}}
där
v = Hastighet (m/s)
ΔP = Dynamiskt tryck, (totalt tryck - statiskt tryck) (Pa)
ρ = Densitet (kg/m3)